# إينوك دوغلاس ديفيس
إينوك دوغلاس ديفيس (بالإنجليزية: Enoch Douglas Davis)‏ هو كاتب أمريكي، ولد في 1908، وتوفي في 1985.